# دوباره می‌سازمت وطن (آلبوم)
دوباره می‌سازمت وطن نام بیست و پنجمین آلبوم داریوش اقبالی است که در سال ۲۰۰۳ منتشر شد.
این آلبوم شامل ۶ قطعه است.

## ترانه‌ها
| شماره | نام آهنگ                          | مدت  |
| ----- | --------------------------------- | ---- |
| ۱     | «دوباره میسازمت وطن»              | ۵:۳۶ |
| ۲     | «حرکت»                            | ۵:۳۷ |
| ۳     | «آذربادگان»                       | ۸:۰۰ |
| ۴     | «ایران نگاه کن»                   | ۳:۳۹ |
| ۵     | «افسانه‌ها»                        | ۶:۵۰ |
| ۶     | «دوباره میسازمت وطن (اجرای زنده)» | ۴:۰۷ |